# Magycal
Magycal, anteriormente Viva Superstars, é uma empresa especializada no desenvolvimento de aplicações second screen na área do desporto, música e reality shows. 
Iniciou atividade com o desenvolvimento de uma aplicação para o jogador de futebol Cristiano Ronaldo. Desde então desenvolveu aplicações second screen para diferentes programas da Media Capital, como é o caso do reality show Big Brother. 
A empresa opera neste momento em Portugal e tem sede no Madan Parque. 

## História
A Magycal foi oficialmente fundada em Setembro de 2012 por Pedro Centieiro e Eduardo Dias com o nome de Viva superstars. Em Junho de 2013 a empresa inicia atividade com o lançamento da app Viva Ronaldo. Passado 2 anos, a empresa lança a primeira aplicação second screen para o talk show Você na TV. A partir daí, desenvolveu soluções para reality shows e talent shows do canal de televisão TVI. Em 2018 lança em parceria com a SPORT TV a sua primeira solução pensada para amantes do desporto. A app e website SPORT TV viriam a receber em 2019 a distinção de melhor aplicação na categoria de desporto e cultura com o prémio ACEPI Navegantes XXI. Ainda neste ano, é estabelecida uma parceria estratégica entre a Viva Superstars e o grupo Media Capital Digital. A empresa passou a ser responsável pelo desenvolvimento de todas as aplicações móveis do grupo. Em Julho de 2020, Viva Superstars muda de nome para Magycal e adota uma nova identidade e imagem de marca. 
A Magycal é conhecida pela incorporação de tecnologia inovadora nas suas aplicações como é o caso da utilização de realidade aumentada e de reconhecimento facial. Tem estado presente em todas a edições do evento Web Summit, desde a sua primeira participação em 2016. 

## Showcase
- App Big Brother
- App Sport TV
- App Like Me
- App Secret Story
- App Biggest Deal
- App Let's Dance
- App Love on Top
- App Você na TV
- App Viva Ronaldo